# Мифология индейцев

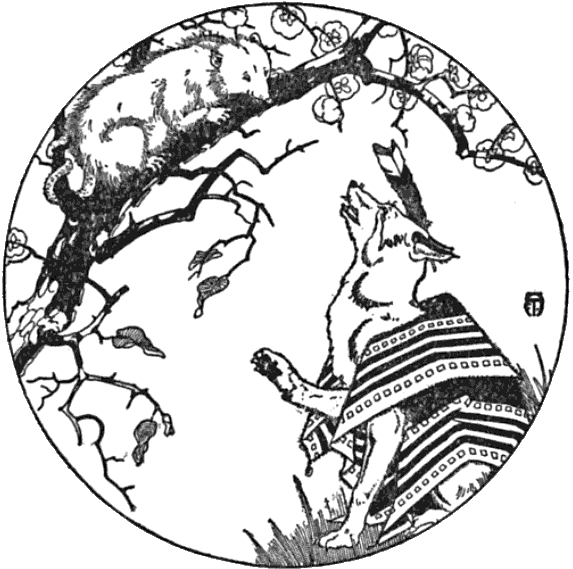
Койот и Опоссум выступают во многих историях.

В мифологии коренных народов Америки содержатся многочисленные повествования, связанные с религией в мифологической перспективе. Система верований  коренных американцев включает множество священных повествований. Такие духовные рассказы глубоко основаны на природе и богаты символикой времен года, погоды, растений, животных, земли, воды, неба и огня. Принцип всеохватывающего, универсального и всезнающего Великого Духа, связь с Землей, разнообразные рассказы о создании и коллективные воспоминания о древних предках являются общими. Традиционная практика поклонений часто является частью племенных собраний с танцами, ритмами, песнями и трансом (Например, Танец Солнца).

## Алгонские мифы (Северо-Восток США, Великие Озёра)

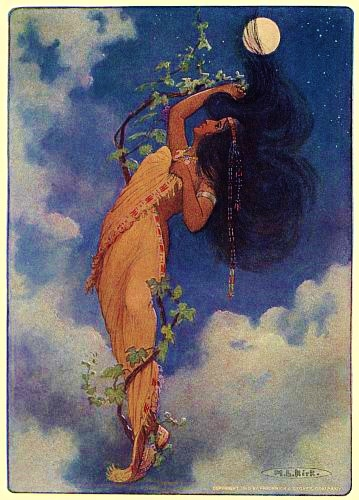
«Прямо с месяца упала // К нам прекрасная Нокомис» — Песнь о Гайавате, 1910

- Мифология абенаки[англ.] Религиозные церемонии во главе с шаманами, называющиеся Медаввино (Mdawinno).
- Мифология анишинаби[англ.] распространена в североамериканских племенах, находящихся в первую очередь в районе Великих Озёр.
- Мифология кри в североамериканских группах наиболее часто встречается к западу от Онтарио в канадских прериях, хотя есть племена, расположенные в Северо-Западных территориях и Квебеке.
- Мифология ленапе[англ.] распространена в североамериканских племенах из района реки Делавэр.

## Мифыиндейцев прерий
- Мифология черноногих[англ.] распространена в североамериканских племенах и  группах, которые в настоящее время живут в Альберте и Монтане. Первоначально была распространена только к западу от Великих озер в штате Монтана и Альберта как неотъемлемая часть культуры индейцев прерий.
- Мифология кроу распространена в североамериканских племенах, которые в настоящее время живут на юго-востоке Монтаны. Шаман племени был известен как Акбаалия («Целитель»).
- Мифология лакота[англ.] распространена в североамериканских племенах, первоначально находившихся в Дакоте, также известных как сиу.
- Мифология пауни[англ.] распространена в североамериканских племенах, первоначально находившихся в Небраске.

## Мифология криков (Юго-Восток США) и ирокезов (Северо-Восток США)
- Мифология ирокезов[англ.] объединяет сказания группы племён, проживающих в США и Канаде (известны также как Пять цивилизованных племён)
- Мифология чероки[англ.] была распространена в североамериканских культурах, расположенных в юго-востоке США и  Оклахоме.
- Мифология чокто[англ.] была распространена в североамериканских культурах на юго-востоке США и Оклахомы. Родом из Миссисипи, Алабамы, и Луизианы.
- Мифология криков[англ.] была распространена в североамериканских культурах на юго-востоке США и Оклахомы. Родом из Алабамы, Джорджии и Флориды. Шаман назывался Алектка.
- Мифология виннебаго[англ.] принадлежит североамериканскому племени виннебаго или хо-чанк (самоназвание), живущего в Висконсине.
- Мифология гуронов[англ.] была распространена в североамериканских культурах родом из канадской провинции Онтарио и прилегающих районов.
- Мифология сенека[англ.] была распространена в племени сенека, одного из участников Ирокезской конфедерации, жившего на северо-востоке США

## Мифология Аляски и Канады
- Мифология хайда[англ.] центральной фигурой сказаний изображает ворона.
- Мифология эскимосов[англ.]* была распространена в североамериканских культурах полярных регионов.
- Мифология цимшианов[англ.] была распространена на западном побережье Канады от залива Портленд до пролива Милбанк.

## Мифыиндейцев Северо-западного побережья
- Мифология квакиутл[англ.] была распространена на севере острова Ванкувер и противоположном ему берегу Британской Колумбии, Канада.
- Мифология лумми[англ.] была распространена в западной части современного штата Вашингтон.
- Мифология нутка[англ.] была распространена на острове Ванкувер и в Британской Колумбии.
- Мифология салишей[англ.] была распространена в североамериканских племенах и группах в Монтане, Айдахо, Вашингтоне и Британской Колумбии.

## Юто-Ацтекская мифология
- Мифология мивоков[англ.] была распространена в североамериканских племенах в Северной Калифорнии.
- Мифология олоне[англ.] была распространена в североамериканских племенах в Северной Калифорнии.
- Мифология помо[англ.] была распространена в североамериканских племенах в Северной Калифорнии.
- Мифология ютов[англ.] была распространена в североамериканских племенах, расположенных как на северо-западе, так и на юго-западе США.

## Мифология Юго-Запада США
- Динэ[англ.] — мифы о сотворении мира у индейцев навахо.
- Мифология хопи[англ.] была распространена в североамериканских племенах в Аризоне.
- Мифология зуни[англ.] была распространена в североамериканских племенах в Нью-Мексико.

## Мифология Центральной Америки
- Мифология ацтеков была распространена в мезоамериканской империи с центром в долине Мехико.
- Мифология майя была распространена в Мезоамерике, среди народах юга Мексики и севера Центральной Америки.

## Мифология Южной Америки
- Мифология Чилоэ[исп.] была распространена на острове Чилоэ Чилийского архипелага среди народов чоно и уильиче.
- Мифология гуарани была распространена в Гран-Чако, особенно в Парагвае и части прилегающих районов Аргентины, Бразилии, и Боливии.
- Мифология инков была распространена в южноамериканской империи, расположенной в Центральных Андах.
- Мифология арауканов[англ.] была распространена среди коренных народов Южного конуса, особенно в Чили и в некоторых регионах Аргентины.
- Мифология Миару[1] была мало распространеной. И имело место среди народов чоно.